# Operacija Colossus
Operacija Colossus je bila prva britanska padalska operacija med drugo svetovno vojno, ki je potekala v noči z 10. na 11. februar 1941. 

## Potek
Že med samim doletom so Italijani uspeli sestreliti več letal s padalci, tako da je uspelo pristati le 8 častnikom in 31 vojakom. Uspelo jim je razstreliti vodovod, ki je oskrboval Tarent, Brindisi in Bari.
Toda na poti na obalo, kjer jih je čakala podmornica, so vse Britance zajeli. Že čez dva dni so Italijani uspeli popraviti vodovod. Kljub temu, da so Britanci izvršili cilj operacije, pa uspeh operacije ni mogel opravičiti velikih izgub.